# گل نرگس وحشی
گل نرگس وحشی (نام علمی: Narcissus jonquilla) نام یک گونه از سرده نرگس است.